# Перевязко, Василий Степанович
Василий Степанович Перевязко (7 марта 1931 г. , Ивано-Франковская область — ?) — украинский советский деятель, оператор по добыче нефти нефтегазодобывающего управления «Надворнаянефтегаз» Ивано-Франковской области. Депутат Верховного Совета СССР 6-8 созывов (в 1964—1974 годах).

## Биография
Окончил школу фабрично-заводского ученичества. С 1946 работал на лесоразработках в Ровенской области.
В 1949—1953 годах — оператор по добыче нефти нефтепромышленного управления «Надворнаянефть» Станиславской области.
В 1953—1956 годах — в Советской армии.
Член КПСС с 1956 года.
С 1956 года — оператор по добыче нефти нефтепромышленного управления «Надворнаянефть» (потом — нефтегазодобывающего управления «Надворнаянефтегаз») города Надворная Станиславской (Ивано-Франковской) области. Без отрыва от производства получил среднее образование.
Делегат XXV съезда КПСС.
Потом — на пенсии в городе Надворной Ивано-Франковской области.